# (4127) Kyogoku
Pour les articles homonymes, voir Kyogoku (homonymie).
(4127) Kyogoku est un astéroïde de la ceinture principale.

## Description
(4127) Kyogoku est un astéroïde de la ceinture principale. Il fut découvert le 25 janvier 1988 à Kushiro par Seiji Ueda et Hiroshi Kaneda. Il présente une orbite caractérisée par un demi-grand axe de 2,87 UA, une excentricité de 0,04 et une inclinaison de 2,3° par rapport à l'écliptique.

## Compléments